# Erik Sökjer-Petersén
Erik Julius Sökjer-Petersén (ur. 4 grudnia 1887 w Hyby, zm. 17 kwietnia 1967 w Åkarp) – szwedzki strzelec i myśliwy, medalista olimpijski.

## Życiorys
Erik Sökjer-Petersén urodził się w małej miejscowości Hyby, położonej niedaleko Svedali. Wziął udział w dwóch igrzyskach olimpijskich, w 1912 roku w Sztokholmie, i osiem lat później w Antwerpii. W Belgii zdobył brązowy medal w drużynie, razem z Perem Kindem, Fredrikiem Landeliusem, Alfredem Swahnem, Karlem Richterem i Erikiem Lundquistem. Uzyskał wynik 73 punktów, ostatni w drużynie.
Po zakończeniu startów w zawodach sportowych został zawodowym leśnikiem (specjalność – lasy liściaste).